# Bilâd-ı selâse
Bilâd-ı selâse (osmanisch بلاد ثلاثه, wörtlich in etwa: Die drei Städte) war ein Ausdruck in der Bürokratie des Osmanischen Reiches, der zumeist die in der unmittelbaren Umgebung Istanbuls gelegenen Kadı-Amtsbezirke von Eyüp, Galata und Üsküdar bezeichnete, sehr viel seltener auch die Kadı-Amtsbezirke von Istanbul, Edirne und Bursa. In der erstgenannten Bedeutung war der Ausdruck bis zum Ende des Reiches im 20. Jahrhundert in Gebrauch.
Die Versetzung auf eine Stelle in den genannte Bezirken galt als Auszeichnung für den betroffenen Kadı. Neben den geläufigen rechtsprechenden Tätigkeiten war im Osmanischen Reich das Amt des Kadı der zentrale Posten in der Zivilverwaltung mit weitreichenden Kompetenzen, die sich auf das Beurkundungswesen, die öffentliche Sicherheit, das Marktwesen und bis hin in militärische Belange erstreckten. Die Kadıs der genannten Bezirke standen in Fragen der öffentlichen Sicherheit, der Festsetzung der Marktpreise und deren Kontrolle im Kontakt und Austausch mit dem Kadı von Istanbul (İstanbul kadısı). Sie waren regelmäßige Teilnehmer an den mittwöchlichen Sitzungen im Divan des Großwesirs. Den Kadıs wurden staatlicherseits keine Amtsgebäude oder Amtsräume zur Verfügung gestellt, sondern sie verrichteten ihre Amtsgeschäfte in ihren Privathäusern. Die Akten mit den Gerichtsregistern des Kadıs der Bilâd-ı selâse sind mit einigen Ausnahmen im Wesentlichen erhalten und beinhalten einige der ältesten osmanischen Urkunden. Für Eyüp sind aus den Jahren 978–1342 A. H. (1570–1923) 629 Registerbände, für Galata aus den Jahren 900–1342 A. H. (1495–1923) 1040 Registerbände und für Üsküdar aus den Jahren 919–1342 A. H. (1513–1923) 801 Registerbände (şer‘iyye sicili) erhalten.

## Nachweise
1. ↑  Tyan, E. and Káldy-Nagy, Gy., “Ḳāḍī”, in: Encyclopaedia of Islam, Second Edition, Herausgeber: P. Bearman, Th. Bianquis, C.E. Bosworth, E. van Donzel, W.P. Heinrichs, Online-Ausgabe: Brill, Leiden 2012, Gedruckte Ausgabe: ISBN 978-90-04-16121-4, 1960–2007, abgerufen am 4. Juli 2019 (http://dx-1doi-1org-1ffotf5g60039.emedia1.bsb-muenchen.de/10.1163/1573-3912_islam_COM_0410)